# باتريك أوبراين (عازف آلة وترية)
باتريك أوبراين (بالإنجليزية: Patrick O'Brien)‏ هو عازف آلة وترية ‏ أمريكي، ولد في 1947، وتوفي في 16 يوليو 2014.

## وصلات خارجية
- باتريك أوبراين على موقع ميوزك برينز (الإنجليزية)